# 羅西學院
羅西學院（Institut Le Rosey，法語發音：[ɛ̃stity lə ʁozɛ]，常簡稱Le Rosey或Rosey），又译“萝实学院”，是瑞士羅勒的一家寄宿學校，在1880年由Paul-Émile Carnal在14世紀的羅西莊園土地上創辦。它是全國最古老的寄宿學校之一，也是世界上最昂貴的寄宿學校。
學院也在伯恩州格施塔德的滑雪場裡擁有一座校園，師生在每年1月到3月將會待在那裡。

## 知名校友
- 胡盈禎 - 台灣模特兒、女演員
- 何塞·費勒 - 美國著名演員
- 高田萬由子- 日本著名演員
- 丹下憲孝 - 日本著名建築師、丹下健三之子
- 胡安·卡洛斯一世 - 西班牙前任國王
- 博杜安 - 比利時前任國王
- 紀堯姆大公儲 - 盧森堡大公儲
- 穆罕默德-禮薩·巴列維 - 伊朗最後一位沙王